# جی۱ تراپیوتیکس
جی۱ تراپیوتیکس (انگلیسی: G1 Therapeutics) شرکت داروسازی آمریکایی است، که در سال ۲۰۰۸ تأسیس شد.